# 또! 오해영
《또 오해영》은 2016년 5월 2일부터 2016년 6월 28일까지 tvN에서 방영된 월화 드라마이다.

## 등장 인물

### 주요 인물
- 에릭: 박도경(36세) 역 - 음향감독(아역: 정지훈)
- 서현진: 오해영(흙, 32세) 역 - 외식사업본부 상품기획팀 대리
- 전혜빈: 오해영(금)(32세) 역 - 외식사업본부 TF팀장

### 박도경의 주변인물
- 예지원: 박수경(44세) 역 - 외식사업본부 이사, 도경의 누나
- 김지석: 이진상(36세) 역 - 변호사, 도경의 친구
- 허정민: 박훈(33세) 역 - 사운드 녹음실 직원, 도경의 동생
- 남기애: 허지야(63세) 역 - 영화 제작자, 도경의 엄마

### 오해영(흙)의 주변인물
- 이재윤: 한태진(36세) 역 - 사업가, 해영(흙)의 전 약혼자
- 이한위: 오경수(60세) 역 - 해영(흙)의 아빠
- 김미경: 황덕이(57세) 역 - 해영(흙)의 엄마
- 하시은: 김희란 역 - 해영(흙)의 절친
- 이혜은: 정숙 역 - 해영(흙)의 숙모

### 오해영(금)의 주변인물
- 김서라: 해영(금)의 엄마 역

### 그밖의 주변 인물
- 허영지: 윤안나(21세) 역 - 편의점 아르바이트, 훈의 여자친구
- 강남길: 장항구(74세) 역 - 재벌 회장
- 최병모: 박순택 역 - 도경의 주치의
- 권해성: 김성진 역 - 외식사업본부 제철식탁팀장
- 김기두: 기태 역 - 음향기사
- 조현식: 상석 역 - 음향기사
- 최준호: 이준 역 - 음향기사
- 신우겸: 지훈 역
- 유세례: 찬주 역 - 외식사업본부 제철식탁팀원
- 이가현: 심예진 역 - 외식사업본부 제철식탁팀원
- 김종국: 외식사업본부 간부 역
- 연미주: 장영지 역 - 장항구 회장의 딸
- 백준: 정우성 역 - 외식사업본부 제철식탁팀원
- 김문학: 김문학 역 - 외식사업본부 제철식탁팀원
- 황창도: 황창도 역 - 외식사업본부 제철식탁팀원
- 조성혁: 해영의 고교동창 역
- 박명훈: 이찬수 역 - 태진의 동업자 친구

### 그 외
- 고규필: 중국집 배달원 역
- 손영순: 해영(흙)의 할머니 역
- 한태일: 도경이네 집 건물주 역
- 김경진: ‘결혼말고 이혼’ 시나리오 작가 역
- 이선빈: 진상의 월요 썸녀 역
- 손석호: 지훈 역
- 김봉성 : 대리기사 역

### 특별출연
- 안일권: 영화감독 역(1화)
- 이현진: 해영(흙)의 맞선남 역(1화)
- 윤종훈: 최누리 역 - 해영의 고교동창(2화, 3화)
- 연우진: 공기태 역 - 변호사(7화)
- 임하룡: 영화 ‘또!! 생산성’ 주인공 역(9화)
- 이필모: 박도경의 젊은 시절 아버지 역(10화)
- 이유리: 젊은 시절의 허지야 역(10화)
- 이병준: 이병준 역 - 가수, 고민 카운셀러(11화~18화)
- 김신영: 김신영 역 - ‘김신영의 모닝커피’ 라디오 프로그램 진행자(12화)
- 우현: 우현 역 - 박순택의 선배(15화~18화)
- 서준영: 해영(금)의 맞선남 역(15화)
- 서예지: 오서희 역 - 해영(흙)의 사촌동생(15화)
- 오만석: 오만석 역 - 영화감독(18화)

## 시청률
* 아래 내용은 AGB닐슨 미디어 리서치와 TNmS에서 공개한 시청률을 바탕으로 작성하였다. 빨간색 글씨는 최고 시청률, 파란색 글씨는 최저 시청률을 나타낸다.
| 2016년      | 2016년      | 2016년                                       | 2016년   | 2016년          | 2016년 | 2016년 |
| 회차        | 방송일자    | 부제                                         | 시청률   | 시청률          | 시청률 |        |
| 회차        | 방송일자    | 부제                                         | AGB 닐슨 | 닐슨 유료플랫폼 | TNmS   |        |
| ----------- | ----------- | -------------------------------------------- | -------- | --------------- | ------ | ------ |
| 제1회       | 5월 2일     | 울어도 되나요                                | 2.059%   | 2.2%            | 1.8%   |        |
| 제2회       | 5월 3일     | 미필적 고의에 의한 인연                      | 2.981%   | 3.0%            | 2.6%   |        |
| 제3회       | 5월 9일     | 살고싶을 땐, 사랑하기로                      | 2.996%   | 3.3%            | 3.9%   |        |
| 제4회       | 5월 10일    | 콧노래를 사서 집으로 가자                    | 4.253%   | 4.2%            | 4.7%   |        |
| 제5회       | 5월 16일    | 미치게 짠한                                  | 5.031%   | 5.0%            | 4.9%   |        |
| 제6회       | 5월 17일    | 사랑 반, 측은 반                             | 6.068%   | 6.2%            | 5.4%   |        |
| 제7회       | 5월 23일    | 세상에 여자는 나 하나였으면 좋겠어           | 6.604%   | 7.0%            | 6.7%   |        |
| 제8회       | 5월 24일    | 그 때문에 우는 게 아니야 너 때문에 우는 거야 | 7.798%   | 8.3%            | 6.7%   |        |
| 제9회       | 5월 30일    | 그 마음에 바람이 불었다                      | 7.990%   | 8.3%            | 7.1%   |        |
| 제10화      | 5월 31일    | 너에게 가는 길                               | 8.425%   | 8.7%            | 7.2%   |        |
| 제11회      | 6월 6일     | 아프고 아프고 ...                            | 9.022%   | 9.4%            | 7.9%   |        |
| 제12회      | 6월 7일     | 나 떠나 부디 불행하길                        | 9.353%   | 9.9%            | 7.8%   |        |
| 제13회      | 6월 13일    | 헤아려 본 마음                               | 8.507%   | 8.9%            | 6.9%   |        |
| 제14회      | 6월 14일    | 사랑이 아닌 모든 소리는 침묵하라             | 8.836%   | 9.4%            | 8.1%   |        |
| 제15회      | 6월 20일    | 더더더 사랑 못한 지난날들                    | 7.929%   | 8.5%            | 7.4%   |        |
| 제16회      | 6월 21일    | 너로 인해 살아진다                           | 8.027%   | 8.4%            | 7.7%   |        |
| 제17회      | 6월 27일    | 오늘 죽어도 좋을만큼                         | 8.028%   | 8.4%            | 7.0%   |        |
| 제18회      | 6월 28일    | 살아주십시오 살아있어서 고마운 그대          | 9.991%   | 10.6%           | 8.1%   |        |
| 평균 시청률 | 평균 시청률 | 평균 시청률                                  | 6.883%   | 7.206%          | 6.22%  |        |

## 수상
- 2016년 tvN10 Awards 콘텐츠 본상 드라마 부문
- 2016년 tvN10 Awards Made in tvN상/로코퀸상 서현진
- 2016년 tvN10 Awards 로코킹상 에릭
- 2017년 제53회 백상예술대상 TV부문 여자 최우수연기상 서현진

## 연장
- 2016년 5월 25일 : 또! 오해영 방영 분량이 16부작에서 2회 연장되어 18부작으로 변경 및 확정되었다.

## 이모저모
- 김아중이 여자 주인공 오해영(흙)에 캐스팅 거론되었으나 거절하였고, 이어서 최강희가 물망에 올랐으나 역시 고사하였다. 최종적으로 서현진이 낙점되었다.[4]